# Alba Arnova
Alba Arnova, nome d'arte di Alba Fossati (Buenos Aires, 15 marzo 1930 – Roma, 11 marzo 2018), è stata una ballerina e attrice italiana.

## Biografia
Nata in Argentina da genitori italiani (padre ingegnere appassionato musicologo e madre arpista concertista) divenne molto popolare negli anni cinquanta come ballerina di danza classica. Giovanissima, è stata étoile e poi prima ballerina del Teatro Colón di Buenos Aires nella seconda metà degli anni quaranta. Partecipò come attrice ad alcuni film diretti da registi del calibro di Mario Soldati, Mario Mattoli, Alessandro Blasetti (il dittico Altri tempi, 1952, e Tempi nostri, 1954) e Vittorio De Sica (Miracolo a Milano, 1951, dove ebbe la parte della statua che si anima).

Foto di scena del varietà La piazzetta con Paolo Ferrari, Diana Dei, Alba Arnova e Nino Manfredi

È stata prima ballerina in molte importanti produzioni firmate da Garinei e Giovannini, grandi riviste che hanno tenuto cartellone per clamorose stagioni al Teatro Sistina di Roma, per poi compiere lunghe trionfali tournée in tutta Italia. In una di queste, ottenne uno straordinario successo personale come protagonista del balletto Pioggia, di cui lei stessa aveva curato la coreografia, tratto dall'omonimo racconto di Somerset Maugham.
Il poeta spagnolo Rafael Alberti scrisse per lei dei versi in cui la chiamava "Aire en el aire".
Nel 1956, durante il varietà televisivo La piazzetta, apparve in scena danzando con una calzamaglia di colore rosa che, sullo schermo allora in bianco e nero, diede l'impressione che danzasse con le gambe nude con indosso solamente uno sgambato ma pur accollato body nero plissettato. Impressione che all'epoca fu sufficiente a costarle l'accusa di "evocare nudità". Dopo diverse interrogazioni parlamentari e l'intervento del Vaticano, venne messa al bando dalla televisione per decisione dell'allora amministratore delegato della Rai Filiberto Guala. Prese così la decisione di lasciare il mondo dello spettacolo, dopo aver sposato il compositore Gianni Ferrio.

## Filmografia

Alba Arnova con Gino Cervi in Addio mia bella signora (1954)

- Al diavolo la celebrità, regia di Steno e Monicelli (1949)
- La cintura di castità, regia di Camillo Mastrocinque (1949)
- La strada buia, regia di Sidney Salkow e, non accreditato, Marino Girolami (1950)
- Tototarzan, regia di Mario Mattoli (1950)
- Miracolo a Milano, regia di Vittorio De Sica (1951)
- Arrivano i nostri, non accreditata, regia di Mario Mattoli (1951)
- O.K. Nerone, regia di Mario Soldati (1951)
- Altri tempi - Zibaldone n. 1, episodi "Ballo Excelsior" e "Meno di un giorno", regia di Alessandro Blasetti (1952)
- Una donna prega, regia di Anton Giulio Majano (1953)
- Aida, regia di Clemente Fracassi (1953)
- La signora delle camelie, regia di Raymond Bernard (1953)
- La mia vita è tua, regia di Giuseppe Masini (1953)
- Finalmente libero, regia di Mario Amendola (1953)
- La Gioconda, regia di Giacinto Solito (1953)
- Amarti è il mio peccato (Suor Celeste), regia di Sergio Grieco (1954)
- Dopoguerra 1920, episodio di Amori di mezzo secolo, regia di Mario Chiari (1954)
- Amore 1954, episodio di Cento anni d'amore, regia di Lionello De Felice (1954)
- Gran Varietà, regia di Domenico Paolella (1954)
- Tempi nostri - Zibaldone n. 2, regia di Alessandro Blasetti (1954)
- Il volto che lanciò mille navi, episodio di L'amante di Paride, regia di Marc Allégret (1954)
- Addio mia bella signora, regia di Fernando Cerchio (1954)
- La ribalta dei sogni, regia di Ernesto Araciba (1955)
- Rosso e nero, regia di Domenico Paolella (1955)
- Motivo in maschera, regia di Stefano Canzio (1955)
- Una viuda difícil , regia di Fernando Alaya (1957)
- La Gerusalemme liberata, regia di Carlo Ludovico Bragaglia (1957)
- Europa di notte, regia di Alessandro Blasetti(1958)
- Follie d'estate, regia di Edoardo Anton e Carlo Infascelli (1963)

## Varietà televisivi RAI
- La piazzetta, regia di Stefano De Stefani (1956)

## Doppiatrici italiane
- Rosetta Calavetta in La strada buia, Finalmente libero, Cento anni d'amore
- Renata Marini in Amarti è il mio peccato
- Andreina Pagnani in Addio mia bella signora